# Marius Gilbert
Marius Gilbert est un chercheur en épidémiologie à l'Université libre de Bruxelles. Il y dirige le laboratoire d'épidémiologie spatiale (SpELL) et est Senior Research Associate au FNRS. Ses autres spécialités sont l'agronomie, la géographie et la cartographie du bétail.

## Biographie
Marius est le fils de Michel Gilbert, philologue, professeur de morale, guitariste et chanteur, un des fondateurs et personnalité du GAM (groupe) et du Snark, un centre et école de type 3 et de Claire (Perrine) Humblet, sociologue de la santé, professeur à l'école de santé publique de l'Université libre de Bruxelles, et un des petits-fils de l'égyptologue Pierre Gilbert.
Lors de la pandémie de Covid-19, il intervient dans de nombreux médias pour commenter les décisions du Conseil national de sécurité en Belgique.
Marius Gilbert est un des 10 membres du groupe d’experts en charge de l’exit strategy (GEES) institué par la Première ministre Sophie Wilmès le jeudi 2 avril 2020 à la Chambre des Représentants. Ce GEES réfléchit à la stratégie de sortie du confinement. Son objectif est d’élaborer une vision stratégique afin de guider la période d’assouplissement des mesures prises dans le cadre de la lutte contre le Coronavirus.